# Acacia anomala
Acacia anomala är en ärtväxtart som beskrevs av Arthur Bertram Court. Acacia anomala ingår i släktet akacior, och familjen ärtväxter. Inga underarter finns listade i Catalogue of Life.